# Gisela Drohla
Gisela Drohla, geborene Ritzinger (* 27. Oktober 1924 in Nieder-Olm; † 1983 ebenda), war eine deutsche Übersetzerin, Nachdichterin und Herausgeberin russischer Literatur.

## Leben
Nach dem Studium der Klassischen Altertumswissenschaft ab 1943 in Heidelberg promovierte Gisela Drohla dort 1949 über Die Giebelfiguren der etruskisch-italischen Tempel. Darauf befasste sie sich mit Russisch und Georgisch. Ab 1959 als Lektorin im Insel Verlag tätig, übersetzte Gisela Drohla aus dem Russischen. Von 1972 bis 30. Juni 1981 saß sie im Rat der Uni Marburg und arbeitete neben ihrer Übersetzertätigkeit wissenschaftlich zum Thema Georgische Literatur.
Gisela Drohla verstarb nach einer schweren Erkrankung.

## Werk (Auswahl)
- 1971: Der goldene Karpfen. Ein turkmenisches Märchen. Neu erzählt von Gisela Drohla. Bilder von Kristine Rothfuss

### Übersetzungen aus dem Russischen
- 1958: Boris Pasternak: Geleitbrief. Entwurf zu einem Selbstbildnis.
- 1958: Jewgeni Samjatin: Wir
- 1959: Andrei Bely: Petersburg. Roman aus dem Jahr 1919
- 1959: Juri Olescha: Neid. Roman aus dem Jahr 1927
- 1960: Wladimir Dudinzew: Ein Neujahrsmärchen
- 1960: Boris Pasternak: Lüvers Kindheit. Erzählung aus dem Jahr 1922
- 1961: Andrei Bely: Die silberne Taube
- 1961: Weniamin Kawerin: Unbekannter Meister
- 1962: Tschingis Aitmatow: Djamila
- 1962: Tschechow, Tolstoi, Korolenko, Saltykow-Schtschedrin: Russische Ostergeschichten
- 1963: Jewgeni Jewtuschenko: Gedichte
- 1963: Die Serapionsbrüder von Petrograd
- 1964: (zusammen mit Ruth-Elisabeth Riedt): Wiktor Schklowski: Sentimentale Reise
- 1964: Alexander Puschkin: Pique Dame
- 1964: Russische Weihnachtsgeschichten
- 1965: Osip Mandelstam: Die ägyptische Briefmarke
- 1966 (auf der Grundlage Hermann Röhls Übersetzung): Anna Karenina
- 1966: Wiktor Schklowski: Theorie der Prosa
- 1967: Warlam Schalamow: Kolyma: Insel im Archipel
- 1968: (zusammen mit Thomas Reschke): Michail Bulgakow: Der Meister und Margarita[2]
- 1968:  Hundeherz
- 1970: Michail Bulgakow: Sojas Wohnung. Komödie aus dem Jahr 1926
- 1971: Alexander Solschenizyn: Nemow und das Flittchen. Bühnenstück
- 1972: Wenjamin Kawerin: Vor dem Spiegel. Roman
- 1972: Tolstois letzte Jahre
- 1977: Alexander Solschenizyn: Republik der Arbeit. Kerze im Wind. Zwei Dramen

posthum
- 1985: Leo Tolstoi: Der Tod des Iwan Iljitsch
- 1986 (auf der Grundlage Hermann Röhls Übersetzung): Leo Tolstoi: Familienglück
- 1987: Leo Tolstoi: Der Morgen eines Gutsbesitzers
- 1999: Leo Tolstoi: Die schönsten Erzählungen

### Herausgeberin
- 1959: Russische Lyrik des 20. Jahrhunderts. Eine Auswahl. Insel, Wiesbaden
- 1961: Leo N. Tolstoi: Sämtliche Erzählungen in 8 Bänden. Insel, Frankfurt am Main
- 1963: Leo N. Tolstoi: Kindheit, Knabenalter, Jünglingsjahre
- 1968: Das neue Rußland: Prosa der zwanziger Jahre. (auch als Übersetzerin)
- 1968: Alexander Solschenizyn: Krebsstation. Vorwort Heinrich Böll. Redaktion G. R.